# Villalaco
Villalaco – gmina w Hiszpanii, w prowincji Palencia, w Kastylii i León, o powierzchni 17,85 km². W 2011 roku gmina liczyła 70 mieszkańców.